# Ryo Nishikido
Ryo Nishikido, född 3 november 1984 i Osaka, Japan, är en japansk skådespelare och sångare. Han är medlem i pojkbandet Kanjani8 och har tidigare varit medlem i gruppen NEWS.

## Filmografi
- 2008 - Last Friends (ラスト・フレンズ) (Fuji TV)
- 2008 - Isshun no Kaze ni Nare (一瞬の風になれ) (Fuji TV)
- 2007 - 1 Litre of Tears SP (1リットルの涙) (Fuji TV)
- 2006 - Attention Please SP (Fuji TV)
- 2006 - Kemarishi (KTV)
- 2006 - Dive to Future (KTV)
- 2006 - Attention Please (アテンションプリーズ) (Fuji TV)
- 2005 - 1 Litre of Tears (Fuji TV)
- 2005 - Ganbatte Ikimasshoi
- 2004 - Teruteru Kazoku
- 2003 - Card Queen (NHK)
- 2001 - Zenigetchu!! (ゼニゲッチュー!!) (NTV)
- 1999 - Shichinin no Samurai J ke no Hanran (七人のサムライ J家の反乱) (TV Asahi)
- 1998 - Binbo Doshin Goyocho (びんぼう同心御用帳) (TV Asahi)

## Priser
- 7:a Nikkan Sports Drama Grand Prix (2003-04): Bästa nykomling, Teruteru Kazoku